# Enramaditas
Enramaditas är en ort i Mexiko.   Den ligger i kommunen Tamazunchale och delstaten San Luis Potosí, i den sydöstra delen av landet, 200 km norr om huvudstaden Mexico City. Enramaditas ligger 398 meter över havet och antalet invånare är 620.
Terrängen runt Enramaditas är huvudsakligen kuperad, men västerut är den bergig. Runt Enramaditas är det ganska tätbefolkat, med 56 invånare per kvadratkilometer. Närmaste större samhälle är Tamazunchale, 6,7 km norr om Enramaditas. I omgivningarna runt Enramaditas växer huvudsakligen savannskog.